# Califone
I Califone sono una band sperimentale di Chicago, molto ben considerata dalla critica. Il nome del gruppo deriva da quello dell'azienda Califone International, fabbricatrice di attrezzatura audio comunemente diffusa nelle scuole, librerie e aziende americane.

## Storia
Dopo lo scioglimento della sua band precedente, i Red Red Meat, Tim Rutili formò i Califone come un progetto solista. Tale tentativo diventò presto una vera e propria band con membri sia fissi che a rotazione, nella quale entrarono a far parte sia componenti del gruppo precedente che musicisti di altri gruppi di Chicago.
La musica dei Califone è una combinazione del rock-blues dei Red Red Meat con ispirazioni prese da folk e dal pop americano, così come da musicisti sperimentali quali Psychic TV e Captain Beefheart, rielaborate a riprodurre un suono distintivo e originale.
Attualmente la formazione dei Califone comprende Tim Rutili (voce, chitarra, tastiere), Ben Massarella (percussioni), Joe Adamik (batteria) e Jim Becker (banjo, violino). Ogni membro della band tuttavia suona più strumenti.

## Discografia
- Califone (Flydaddy Records, 1998)
- Califone (Road Cone Records, 2000)
- Roomsound (Perishable Records, 2001)
- Sometimes Good Weather Follows Bad People (Perishable Records / Road Cone Records, 2002)
- Deceleration One (Perishable Records, 2002)
- Deceleration Two (Perishable Records, 2003)
- Quicksand / Cradlesnakes (Thrill Jockey, 2003)
- Heron King Blues (Thrill Jockey, 2004)
- Roots & Crowns (Thrill Jockey, 2006)
- All My Friends Are Funeral Singers (Dead Oceans, 2009)
- Stitches (Dead Oceans, 2013)
- Echo Mine (Jealous Butcher, 2020)
- Villagers (Jealous Butcher, 2023)